# Hiratsukamyces salaciicola
Hiratsukamyces salaciicola är en svampart som beskrevs av Thirum., F. Kern & B.V. Patil 1975. Hiratsukamyces salaciicola ingår i släktet Hiratsukamyces, ordningen Pucciniales, klassen Pucciniomycetes, divisionen basidiesvampar och riket svampar.   Inga underarter finns listade i Catalogue of Life.